# Chiesa di Santa Lucia (Barletta)
La chiesa di Santa Lucia è un luogo di culto cattolico sito nel territorio del comune italiano di Barletta in provincia di Barletta-Andria-Trani in Puglia. Si tratta di un complesso monastico risalente al XIV secolo, sito nel quartiere Santa Maria, precisamente a ridosso di via Cavour, antica strada del cambio e vicoletto Santa Lucia.

## Storia
Le origini della chiesa di Santa Lucia risalgono agli inizi del XIII secolo quando, lungo l'attuale via Andria, dunque extra moenia vi era un edificio di culto omonimo appartenente alle monache di clausura dell'Ordine di San Domenico. Il trasferimento delle monache nell'attuale complesso monastico non è databile in maniera certa ma, mediante documenti e pergamene storiche, è possibile affermare con certezza che già sul finire del XIV secolo queste avessero trovato rifugio più sicuro nella chiesa all'interno delle mura cittadine erette dagli Angioini. La costruzione del monastero, e della relativa chiesa, è avvenuta per fasi, attraverso l'acquisto di porzioni di caseggiati appartenenti al quartiere marsicano e ha visto un primo posizionamento del portale d'ingresso lungo l'antica Strada del Cambio, in maniera laterale rispetto all'altare e all'abside, orientata tradizionalmente verso oriente. Scampato alla soppressione murattiana del 1809, avendo un numero superiore a quello minimo di dodici previsto dalla legge, nel 1826 la chiesa fu consacrata dal vescovo dell'arcidiocesi di Trani-Barletta-Bisceglie, Gaetano Franci. Il 17 febbraio 1861, in seguito a decreto legislativo luogotenenziale il monastero fu soppresso e durante l'anno successivo gli edifici annessi passarono nelle mani del governo. Nel 1901 è stato demolito per cause di dissesto strutturale il torrione di Santa Lucia e dieci anni dopo fu infine chiuso al pubblico. Durante gli anni sessanta il portale d'accesso è stato spostato da via Cavour su vicoletto Santa Lucia e solo nel 1966 ha acquisito il titolo di parrocchia.